# Select Model Management
Select Model Management è una agenzia di moda con sede a Londra. Fondata da Tandy Anderson e dalle sorelle Claire e Chrissie Castagnetti, l'agenzia fu aperta circa 25 anni fa, ed è ancora gestita dai tre fondatori. Attualmente la Select Model Management cura l'immagine di importanti supermodelle come Doutzen Kroes, Natasha Poly, Caroline Trentini e Mariacarla Boscono.

## Personaggi rappresentati
Il seguente è un elenco incompleto dei principali personaggi rappresentati dalla Select Model Management, sia nel passato che oggi.
- Lara Abova
- Mariacarla Boscono
- Gracie Carvalho
- Iris Cekus
- Jake Davies
- Esther De Jong
- Agyness Deyn
- Lily Donaldson
- Jamie Dornan
- Selita Ebanks
- David Gandy
- Pixie Geldof
- Flo Gennaro
- Rosalind Halstead
- Jessica Hart
- Keeley Hawes
- Milla Jovovich
- Nastassja Kinski

- Doutzen Kroes
- Liu Wen
- Daisy Lowe
- Lucy Markovic
- Noémie Merlant
- Sienna Miller
- Natasha Poly
- Camilla Rutherford
- Joana Sanz
- Werner Schreyer
- Larry Scott
- Paul Sculfor
- John Smith
- Rebecca Staffelli
- Tigerlily Taylor
- Stella Tennant
- Caroline Trentini
- Estella Warren